# Kościół św. Franciszka z Asyżu w Nosowie
Kościół św. Franciszka z Asyżu w Nosowie – katolicki kościół filialny zlokalizowany we wsi Nosowo w gminie Suchań, w powiecie stargardzkim (województwo zachodniopomorskie). Należy do parafii Matki Bożej Nieustającej Pomocy w Suchaniu.

## Historia i architektura
Murowany z kamienia i cegły kościół wzniesiony został w 2. połowie XV wieku. Od strony prezbiterium zamknięty jest prostą ścianą. Nawę nakrywa dwuspadowy dach. Okna, przemurowane w XIX wieku, zamknięte są ostrymi łukami. Szczyt ściany wschodniej ozdobiony jest dziewięcioma ostrołukowymi blendami i sterczynami. W ścianie zachodniej znajduje się okrągłołukowy portal, osadzony w ostrołukowej niszy. Wnętrze nakrywa drewniany, łamany strop.
Kościół został zniszczony w trakcie działań wojennych w 1945 roku. Odbudowę zakończono w 1988 roku. Konsekracji świątyni dokonał w dniu 16 maja 1987 roku biskup Jan Gałecki.

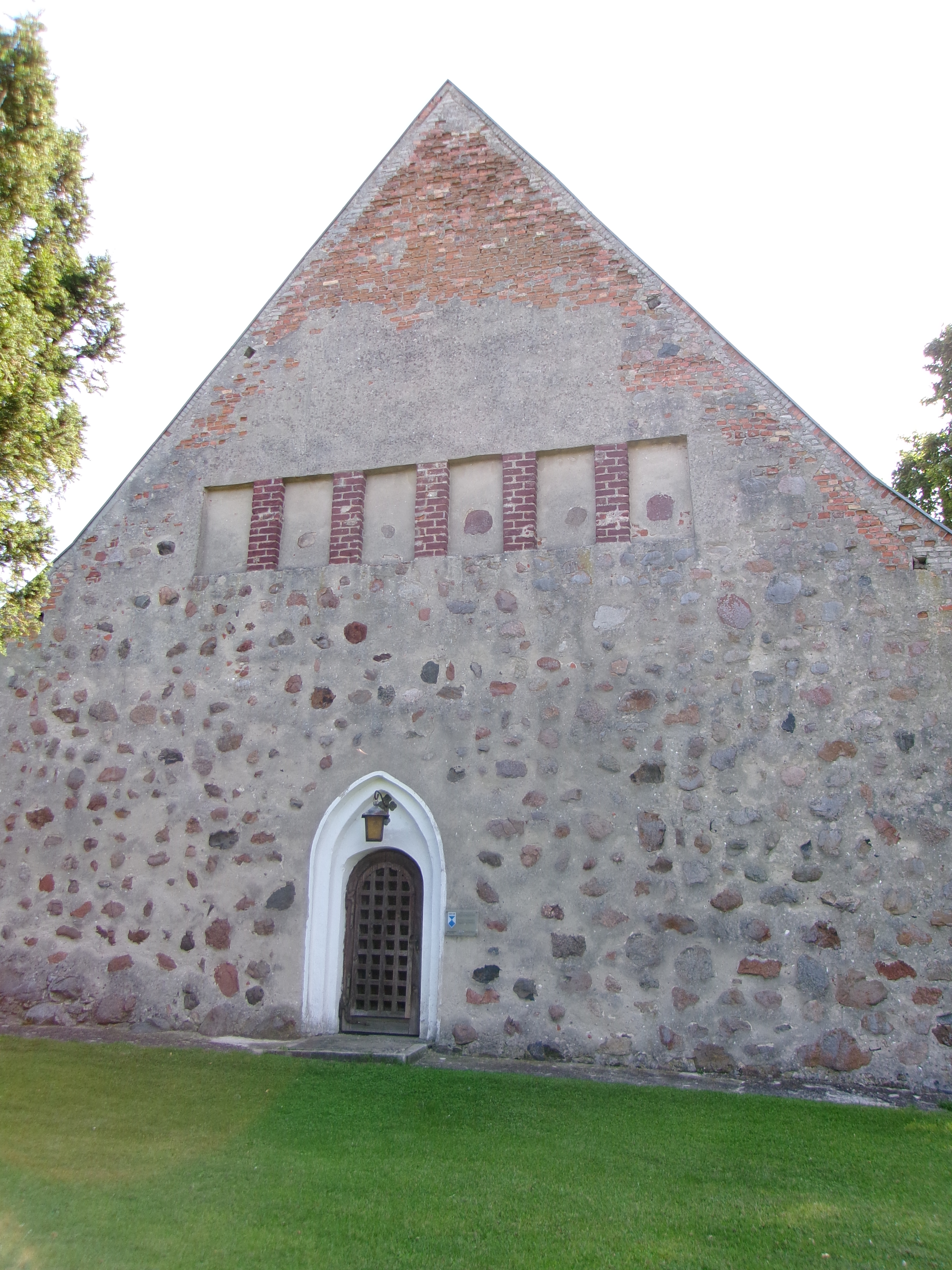
Elewacja zachodnia
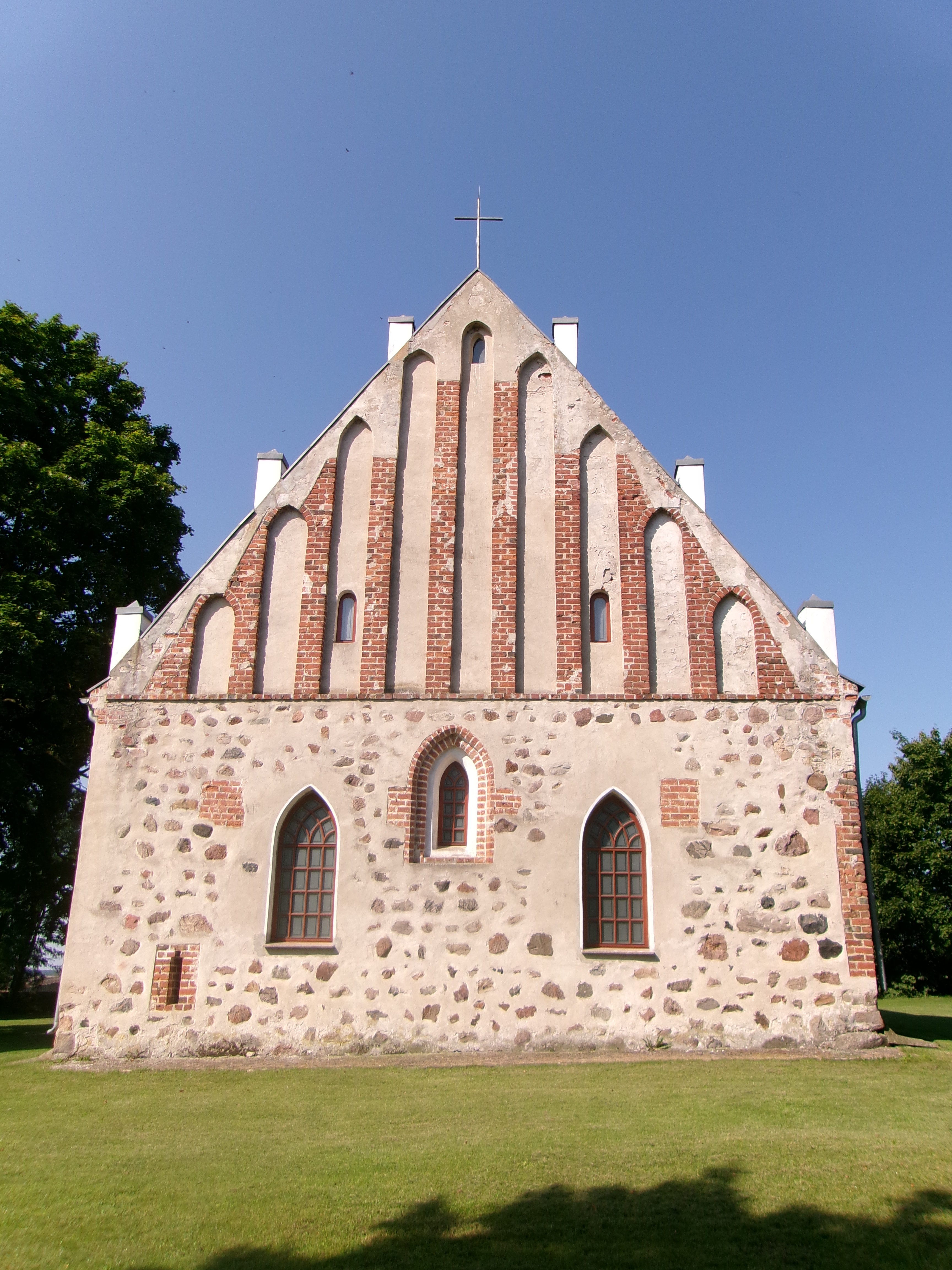
Elewacja wschodnia
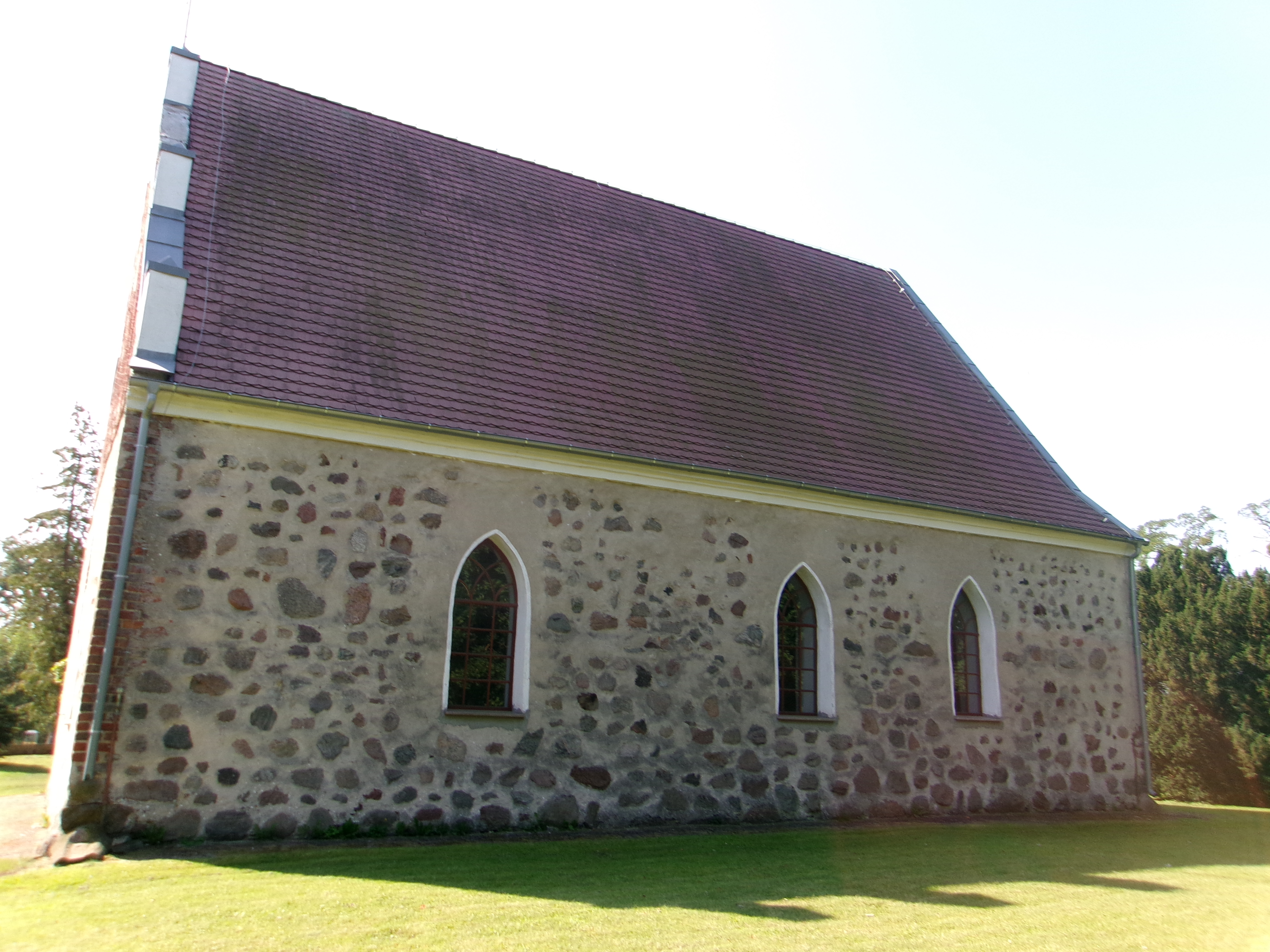
Elewacja północna
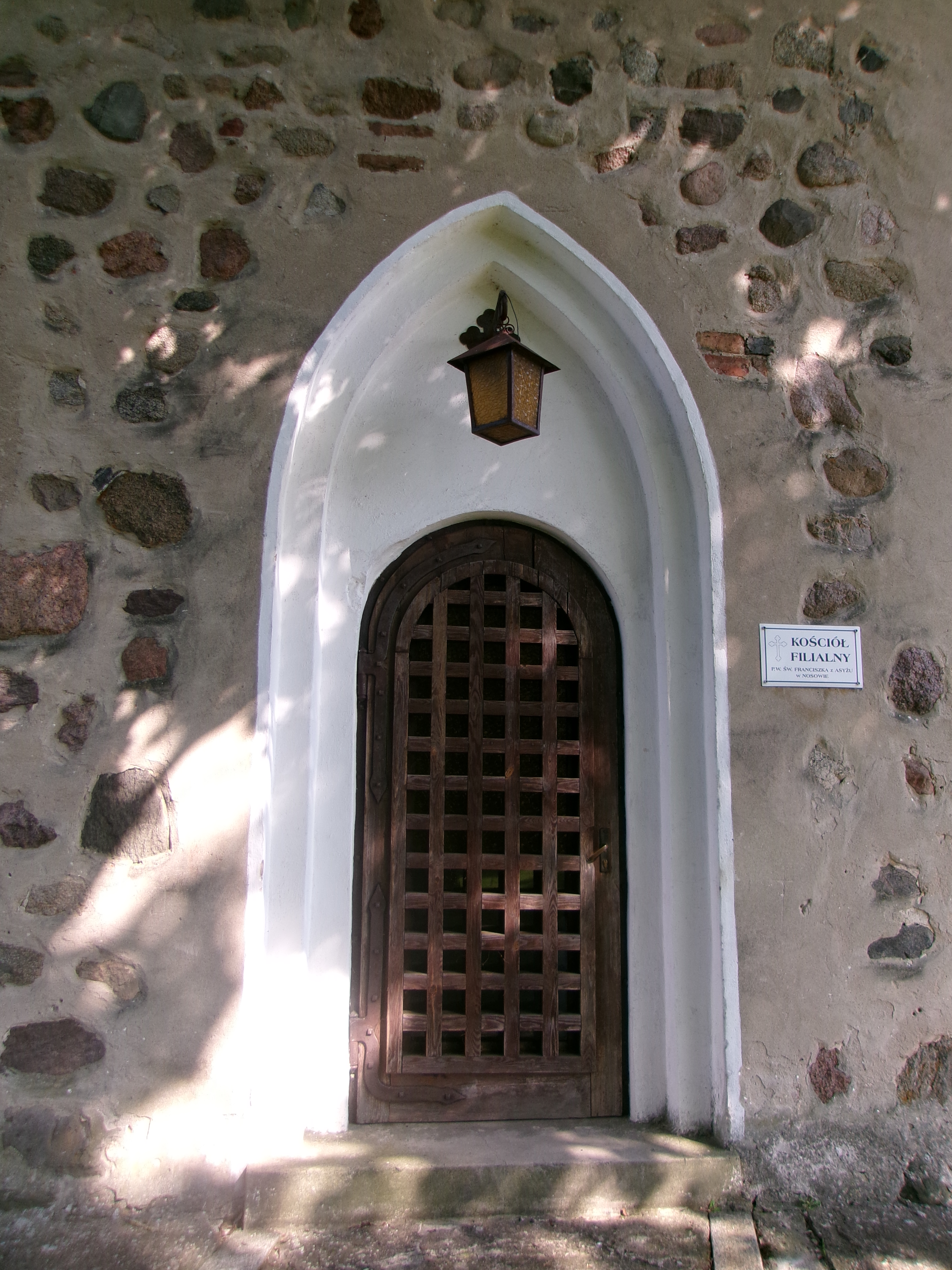
Portal w elewacji południowej